# Александрова, Юлия Игоревна
Ю́лия И́горевна Алекса́ндрова (род. 14 апреля 1982, Воронеж, Воронежская область, РСФСР, СССР) — российская актриса театра, кино и телевидения.

## Биография
Родилась 14 апреля 1982 года в Воронеже. В детстве переехала с родителями в подмосковный Чехов, а затем и в Москву. В 2003 году окончила актёрский факультет ГИТИСа (курс Б. А. Морозова), в 2004 году начала выступать на сцене театра «АпАРТе». В этом же году дебютировала в кино в эпизодической роли студентки в фильме «Папа». В театре была задействована в постановках «Беда от нежного сердца», «Капакабана», «Морозко» и других. В 2008 году сыграла роль Насти в фильме «Все умрут, а я останусь».
В 2013 году исполнила главную роль невесты в комедии «Горько!», ставшей самым прибыльным фильмом в истории российского кинопроката — её сборы превысили бюджет в семнадцать раз. В 2015 году сыграла роль Ольги в комедии «Самый лучший день». В 2017 и 2018 годах играла роль Марины в фильмах «Ёлки новые» и «Ёлки последние» соответственно. В 2018 году исполнила главную роль в клипе «Не Париж» группы «Ленинград», сыграв домохозяйку-супергероиню.
2 марта 2019 года на телеканале «ТВ-3» состоялась премьера реалити-шоу «Последний герой» с Юлией Александровой в качестве участницы.
В 2023 году сыграла роль Светланы Михайловны, матери главного героя Андрея, в сериале «Слово пацана. Кровь на асфальте».

## Личная жизнь
Бывший муж (2009—2021) — режиссёр Жора Крыжовников (настоящее имя — Андрей Першин). В браке родилась дочь Вера Першина (род. в 2010).

## Роли в театре
- «Беда от нежного сердца» (реж. А. Любимов)
- «Капакабана» (реж. С. Шенталинский)
- «Морозко» (реж. Н. Григорьева)
- «Иван и чёрт» (реж. А. Любимов)
- «Ревизор. 1835» (реж. А. Любимов)
- «Старый друг лучше…» (реж. А. Першин)[7]

## Фильмография

### Актёрские работы
| Год  |     | Название                             | Роль |
| ---- | --- | ------------------------------------ | --- |
| 2004 | ф   | Папа                                 | студентка в общежитии |
| 2005 | ф   | Двое у ёлки, не считая собаки        | Томочка, маникюрша |
| 2006 | с   | Зона                                 | Анастасия Павловна Прохорова, помощница делопроизводителя канцелярии следственного изолятора № 50/21 УИН Министерства юстиции РФ |
| 2006 | ф   | Дикари                               | Лорик |
| 2006 | с   | Автономка                            | Юля, жена Славы |
| 2007 | с   | Затмение                             | эпизод |
| 2008 | ф   | Все умрут, а я останусь              | Настя Луганова |
| 2008 | ф   | Дочка                                | Катя |
| 2009 | кор | Казроп                               | девушка |
| 2010 | ф   | Гражданка начальница                 | Зинка Горлова |
| 2010 | кор | Счастливая покупка                   | Светлана |
| 2010 | с   | Школа                                | Колючка (Людмила), эмо-подруга Ани Носовой                                                                                       |
| 2011 | с   | Гражданка начальница 2               | Зинка Горлова |
| 2011 | с   | Папаши                               | Алиса Погребняк |
| 2012 | с   | Лесник. Продолжение                  | Настя |
| 2012 | кор | Проклятие                            | актриса |
| 2013 | ф   | Горько!                              | Наташа, невеста, сотрудница газовой компании                                                                                     |
| 2013 | с   | Царевна Лягушкина                    | Лариса Галкина |
| 2014 | ф   | Горько! 2                            | Наташа, жена Ромы |
| 2014 | кор | Нечаянно                             | Катя, жена Коли |
| 2015 | ф   | Самый лучший день                    | Оля, кассирша на заправке, невеста Пети                                                                                          |
| 2016 | ф   | Страна чудес                         | эпизод |
| 2017 | ф   | Жизнь впереди                        | Галина, лучшая подруга Аллы |
| 2017 | с   | Ольга                                | Марина, аферистка |
| 2017 | ф   | Ёлки новые                           | Марина, беременная Снегурочка |
| 2018 | ф   | Любовницы                            | медсестра Маша |
| 2018 | с   | Звоните ДиКаприо!                    | домохозяйка Марина Ивановская, жена Льва                                                                                         |
| 2018 | с   | Вернуть любой ценой                  | Вика |
| 2018 | ф   | Ёлки последние                       | Марина |
| 2018 | кор | Ленинград: Не Париж                  | Юля |
| 2018 | ф   | Год свиньи                           | Лиза |
| 2019 | кор | Есть город золотой                   | Сара |
| 2020 | ф   | (Не)идеальный мужчина                | Света |
| 2020 | ф   | Вечер шутов, или Серьёзно с приветом | Стелла |
| 2020 | с   | СидЯдома                             | Лариса, жена Цветкова |
| 2020 | ф   | Красотка в ударе                     | Полина по прозвищу «Палыч» |
| 2020 | ф   | Настоящее будущее                    | Маша |
| 2021 | ф   | Дополнительный урок                  | Вера Седова, старший лейтенант полиции                                                                                           |
| 2021 | ф   | Семейный бюджет                      | Люба Фролова |
| 2021 | ф   | Я «любила» мужа. Фильм               | Евгения |
| 2023 | с   | Я «любила» мужа                      | Евгения, соседка Ксении и Артёма                                                                                                 |
| 2023 | с   | Кеша должен умереть                  | Юля |
| 2023 | ф   | Баба Мороз и тайна Нового года       | Настя |
| 2023 | ф   | Новогодний ол инклюзив               | Вероника |
| 2023 | с   | Слово пацана. Кровь на асфальте      | Светлана Михайловна, мать Андрея                                                                                                 |
| 2024 | ф   | В баню!                              | жена Ивана |
| 2024 | ф   | Мой дикий друг                       | Нина |
| 2025 | с   | Три сестры                           | Ирина |
| 202? | с   | 16 лет и 9 месяцев                   | Светлана, мама Тони |
| 202? | ф   | Ждун                                 | Света Семёнова |
| 202? | ф   | Анна К                               | Дарья (Долли) Облонская |

### Озвучивание мультфильмов
| Год          |    | Название                         | Роль |
| ------------ | -- | -------------------------------- | ---- |
| 2016 — н. в. | мс | Сказочный патруль                | Маша |
| 2018—2019    | мс | Морики Дорики                    | Лана |
| 2019 — н. в. | мс | Сказочный патруль. Хроники чудес | Маша |
| 2021         | мф | Кощей. Начало                    | Маша |

## Съёмки в клипах
- 2018 — «Не Париж» («Ленинград»)

## Награды и номинации
- 2014 — номинация на премию «Золотой орёл» за лучшую женскую роль («Горько!»)[8]
- 2014 — Премия «Аванс» от журнала The Hollywood Reporter Russia — «Самой перспективной актрисе» («Горько!»)[9]
- 2018 — Премия журнала «Кинорепортёр» за «Актрису года» («Звоните ДиКаприо!»)[10]
- 2019 — Фестиваль телевизионных фильмов «Утро Родины»: приз за лучшую женскую роль второго плана («Звоните ДиКаприо!»)[11]